# Pfarrkirche Kundl

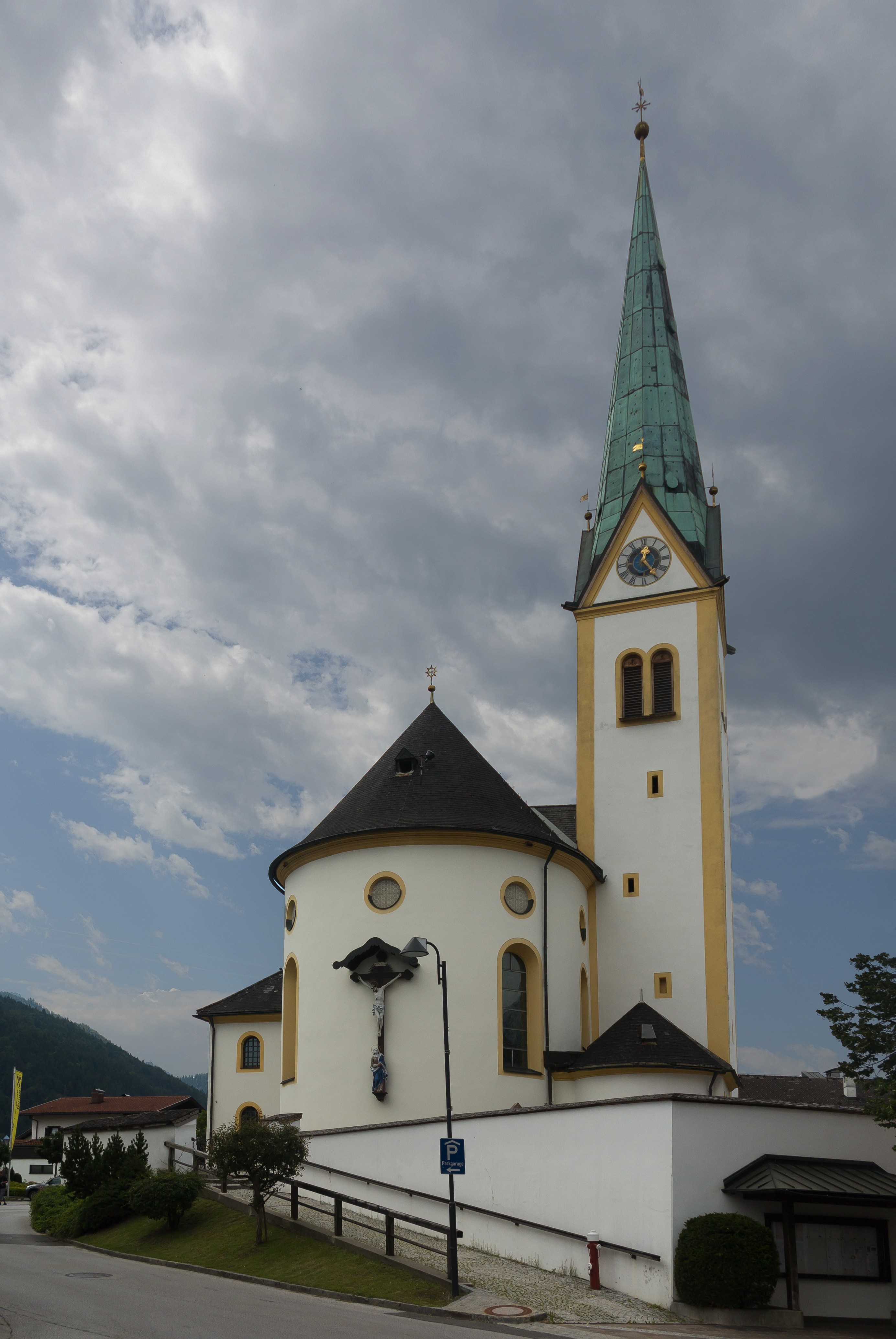
Katholische Pfarrkirche Mariä Himmelfahrt in Kundl

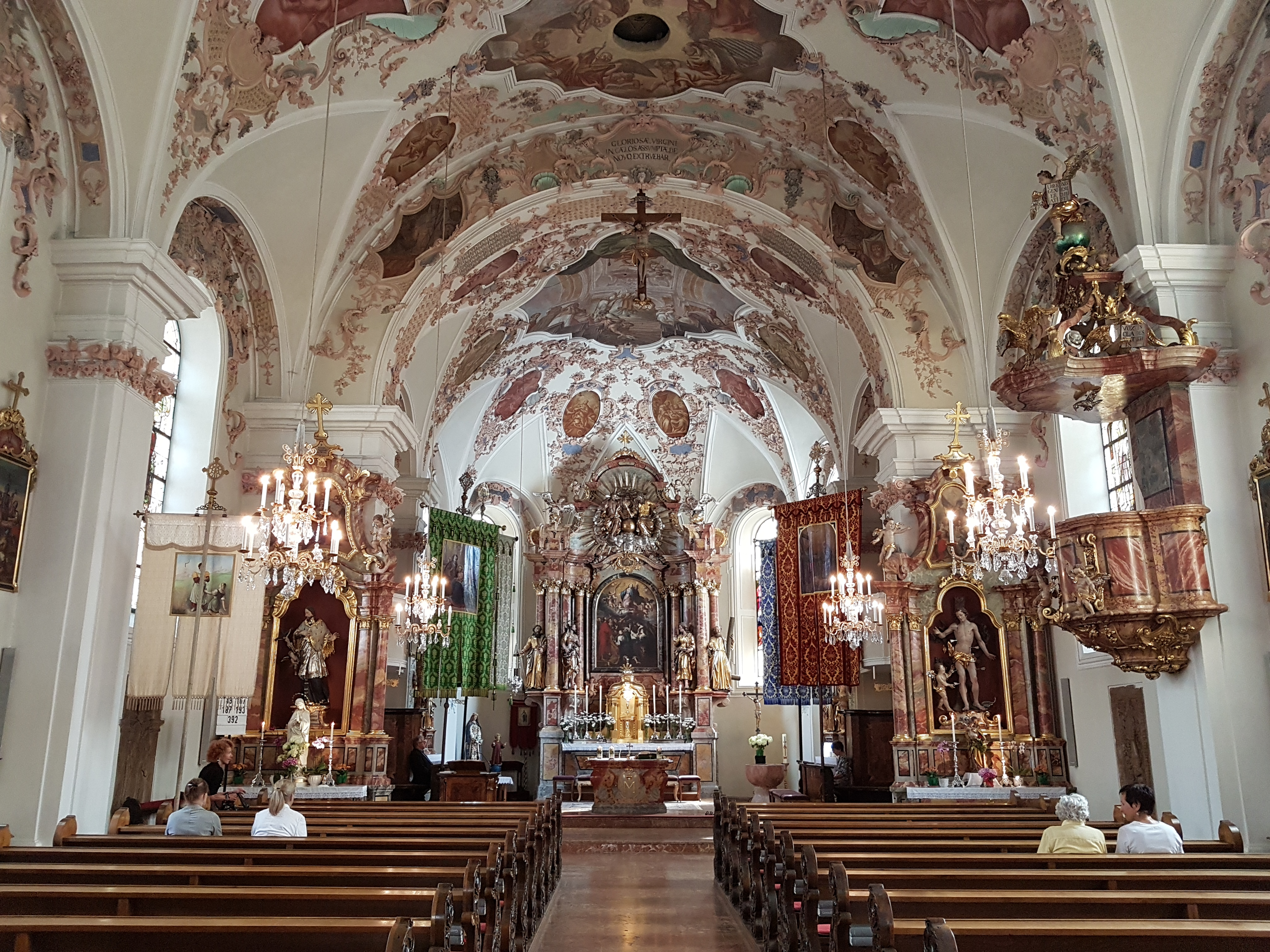
Langhaus, Blick zum Chor

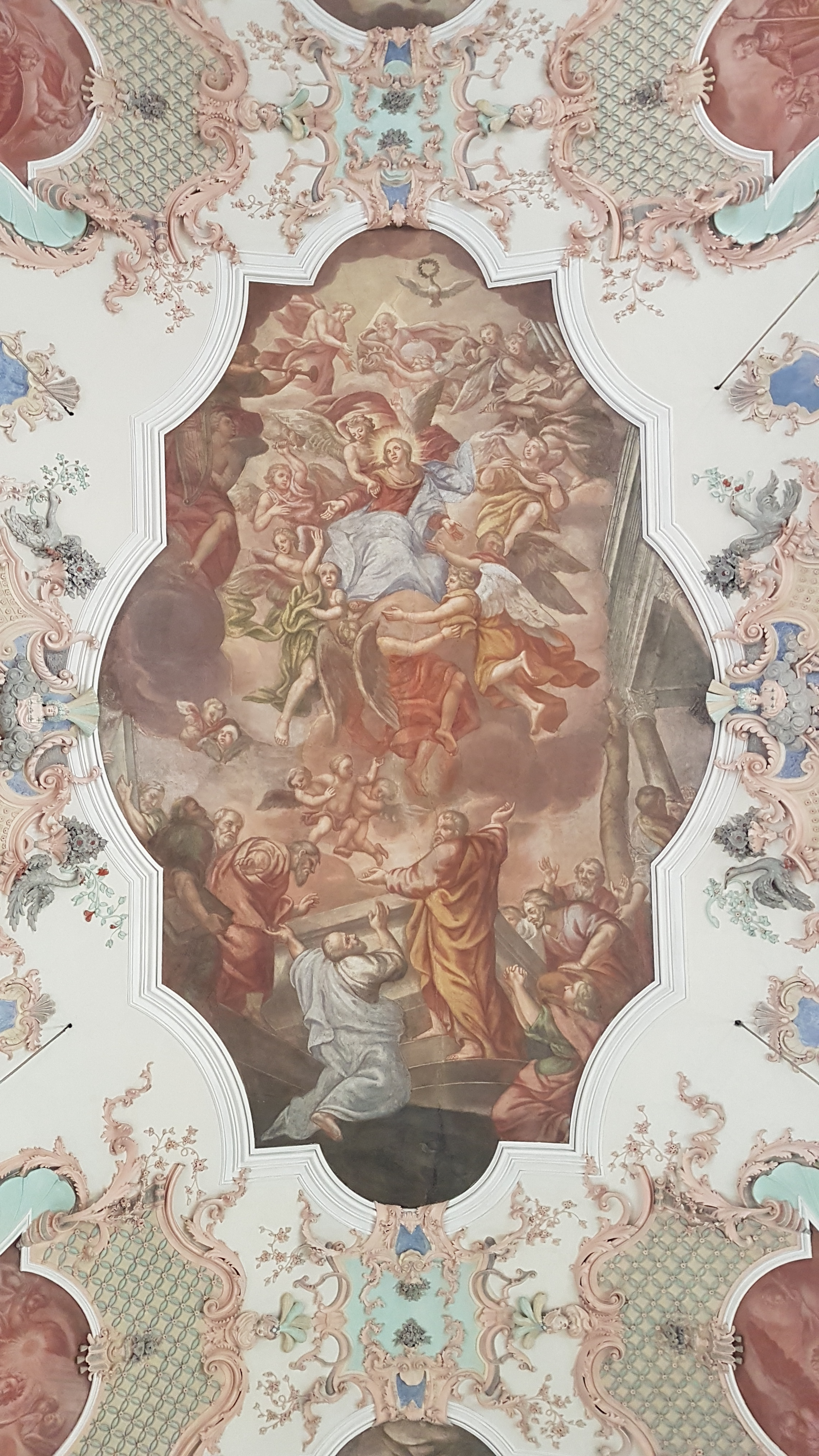
Deckenfresko im Langhaus

Die Pfarrkirche Kundl steht mittig im Dorf der Marktgemeinde Kundl im Bezirk Kufstein im Bundesland Tirol. Die dem Patrozinium Mariä Himmelfahrt unterstellte römisch-katholische Pfarrkirche gehört zum Dekanat Reith im Alpbachtal in der Erzdiözese Salzburg. Die Kirche, der Friedhof und das Kriegerdenkmal stehen unter Denkmalschutz (Listeneintrag).

## Geschichte
Urkundlich wurde 788 eine Kirche genannt. Reste der Vorgängerbauten bis in die Karolingerzeit wurden 1970 bei Grabungen gesichert. An der Stelle einer gotischen Kirche wurde von 1734 bis 1736 ein barocker Neubau nach den Plänen von Jakob Singer oder Georg Philipp Apeller erbaut. 1978 wurde die Kirche renoviert.

## Architektur
Der barocke Saalbau mit einem rund schließenden Chor und einem Nordturm ist von einem Friedhof umgeben.
Das Kirchenäußere ist schlicht, der im Kern wohl gotische Turm hat gekoppelte rundbogige Schallfenster und trägt einen Giebelspitzhelm aus 1903. Die östlich an den Turm anschließende Kapelle hat eine Rundapsis. Südseitig ist eine zweigeschoßige Sakristei angebaut. An der Nord-, Süd- und Westseite hat die Kirche korbbogige Portale mit einem Gewände aus Marmor. Die Rundbogenfenster zeigen Faschen. Die Westfront unter einem geschweiften Knickgiebel ist dreiachsig mit seitlichen Lisenen, das Hauptgesims über der Mittelachse ist segmentbogig hochgezogen. Das Westportal nennt 1735, darüber befindet sich eine Nische mit der Figur Maria Immaculata aus 1735. Außen am Chor steht eine Figurengruppe Kreuzigung um 1700.
Das Kircheninnere zeigt ein vierjochiges Langhaus und einen leicht eingezogenen Chor mit einem Halbkreisschluss.
Die barocken Gewölbemalereien in Medaillons um 1735 malte Johann Georg Höttinger.

## Ausstattung
Der Hochaltar um 1735 in Stucco Lustro schuf Andrä Gratl, das Altarblatt Mariä Himmelfahrt malte Hilarius Duvivier um 1630/1635, die Figuren der beiden Johannes schuf Gregor Fritz um 1735.

## Grabsteine
- Figuraler Grabstein zu Barbara Mermoserin 1498.
- Figuraler Grabstein zu Hilaria von Hocholting 1525.
- Zwei Wappengrabsteine mit 1478 und 1620.